# پتار آندریف
پتار آندریف (انگلیسی: Petar Andreev؛ زادهٔ ۲ ژوئیهٔ ۲۰۰۴) بازیکن فوتبال است.
وی همچنین در تیم ملی فوتبال زیر ۲۱ سال بلغارستان بازی کرده است.